# 任惟鈞
任惟鈞（1511年—？年），字子範，號冶山，四川重慶府巴縣人，明朝政治人物。

## 生平
由國子生中式四川鄉試第十七名舉人，嘉靖二十六年（1547年）丁未科会试第一百七十八名，第二甲第十六名進士。大理寺觀政，授户部主事，升员外郎，贬武定州同知，再降永淳县典史，升善化县知县、临洮府通判、苏州府、真定府同知，歷官山西、雲南按察使司僉事，升山东参议，四十三年十二月考察调簡。

## 家族
曾祖任瑛；祖任卿；父任冕，通判；母李氏。具慶下。弟任惟鏜（貢士）；惟銓；惟鑑；惟鑰；惟鉉；惟鈺。子必润、必洸。